# Copadichromis verduyni
Copadichromis verduyni là một loài cá thuộc họ Cichlidae. Loài này có ở Malawi và Mozambique. Môi trường sống tự nhiên của chúng là hồ nước ngọt.